# Hederorkis
Hederorkis je  rod orhideja smješten u podtribus Polystachyinae, dio tribusa Vandeae.
Postoje dvije vrste koje rastu po otocima Aldabra, Réunion, i Mauricijusu i Sejšelima u Indijskom oceanu.

## Vrste
1. Hederorkis scandederis Thouars, Mauricijus, Réunion.
2. Hederorkis seychellensis Bosser, Aldabra, Sejšeli.